# Fülöp Zoltán (tanár)
Fülöp Zoltán (Ditró, 1932. január 26. – Csíkszereda, 2014. június 20.) erdélyi biológia-földrajz szakos tanár, helytörténész, tudomány-népszerűsítő.

## Életpályája
1959-ben szerzett biológia-földrajz szakos diplomát a kolozsvári Bolyai Tudományegyetemen, de már 1954-től tanított. 1963–1981 között tanfelügyelő, majd 1985-ig a Hargita megyei Kerületi Pedagógiai Ház igazgatója volt. Később 1990-ig ismét Csíkszeredán oktatott. 1968-tól külső munkatárs, főleg sporttal kapcsolatban több lapnál, később a helyi televíziónál, de publikált biológiáról, módszertanról is.
Interjúkat készített olyan világhírű magyar sportolókkal, mint például Albert Flórián, Balczó Zoltán, Grosics Gyula. Szoros barátság fűzte Buzánszky Jenő focistához. Több szakkönyv társszerzője is volt.

## Fordítás
- Ez a szócikk részben vagy egészben  a   Zoltán Fülöp (ĵurnalisto) című eszperantó Wikipédia-szócikk ezen változatának fordításán alapul.  Az eredeti cikk szerkesztőit annak laptörténete sorolja fel. Ez a jelzés csupán a megfogalmazás eredetét és a szerzői jogokat jelzi, nem szolgál a cikkben szereplő információk forrásmegjelöléseként.